# SS-staten: de tyska koncentrationslägrens system

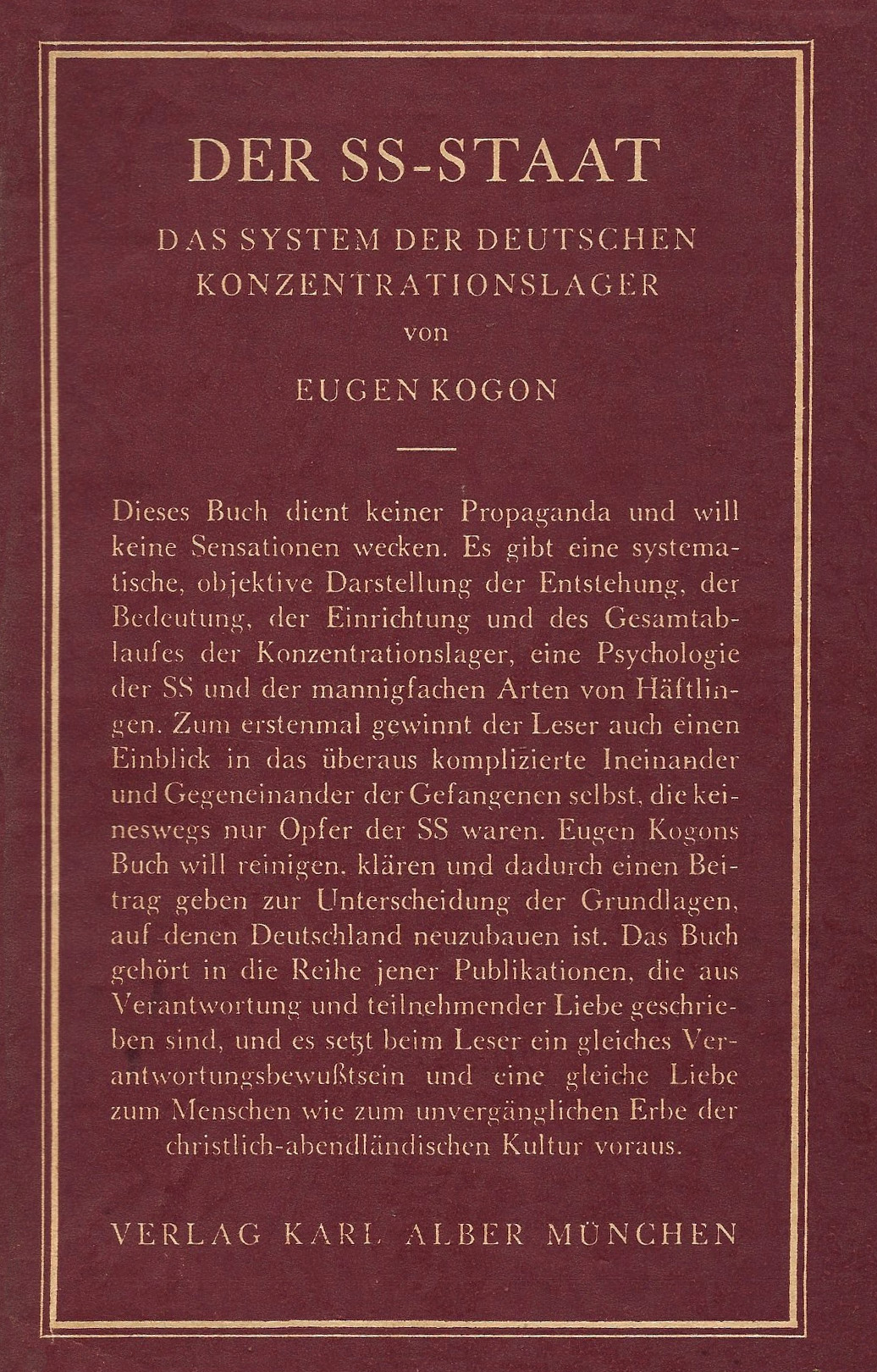
Der SS-Staat

SS-staten: de tyska koncentrationslägrens system (original: Der SS-Staat. Das System der deutschen Konzentrationslager) är en klassisk bok om koncentrationslägren under Tredje Riket av Eugen Kogon (1903-1987),  professor och före detta fånge i Buchenwald. 
Boken, som publicerades 1946, beskriver avsikten med koncentrationslägren, som var att "eliminera varje verklig eller förmodad motståndare till det nationalsocialistiska herraväldet". Livet i lägren, som präglades av slavarbete, prygel, terror och mord, beskrivs ingående liksom hur systemet och lägren sköttes organisatoriskt och administrativt. Boken nämner också de få ljusglimtar som fanns, exempelvis i form av en bio i Buchenwald och att ett mindre antal böcker var tillåtna. Boken innehåller också en översiktskarta över Auschwitz och Buchenwald och den avslutas med en beskrivning av befrielsen, det vill säga då koncentrationslägren upphörde efter att Tyskland besegrats i andra världskriget.
- Der SS-Staat. Das System der deutschen Konzentrationslager. Verlag Karl Alber, München 1946. 44. Auflage: Heyne Verlag, München 2006. ISBN 978-3-453-02978-1.